# Nicolas Dor
Nicolas Dor est un critique de jazz et de variétés né à Liège en 1922 et mort dans la même ville le 21 juin 1990.

## Biographie
Il était entré à la RTBF en 1956 pour animer l'émission Jazz pour tous avec Jean-Marie Peterken, qui durera 13 années et sera télévisée en 1959. Il a terminé sa carrière radiophonique avec l'émission 25, 50, 75 (le samedi à 13h30), dans laquelle il avait l'habitude de mentionner les numéros de matrices des 78T qu'il programmait.
Avec Jean-Marie Peterken et Raymond Arets, il a également créé en 1959 le Comblain Jazz Festival à Comblain-la-Tour, dont le dernier épisode aura lieu en 1966, avant d'être relancé en 2009.
Il a également donné son nom à un prix qui a récompensé entre 1992 et 1999 des musiciens de jazz jouant des compositions originales.
Il est inhumé au cimetière de Robermont à Liège.